# 成田凌
成田 凌（なりた りょう、1993年〈平成5年〉11月22日 - ）は、日本の俳優、ファッションモデル。埼玉県出身。ソニー・ミュージックアーティスツ所属。

## 経歴

### モデル
美容専門学校に通い就職活動をしていた時、当時同居していた友人の志望先と同じと分かり、それが契機となり美容師への道を諦めた。その後、ファッション雑誌『MEN'S NON-NO』のモデルオーディションに合格し、現在の芸能事務所に所属する。2013年より同誌の専属モデルとして活動中だが、2021年5月27日、同年7月号（同年6月9日発売）で約8年間務めてきた専属モデルを卒業することが発表された。
2014年、夏フェスa-nationと大型ファッションイベントGirls Awardがコラボレーションしたa-nation&GirlsAward Island collectionに出演。2015年、2016年と続けてGirlsAwardに出演。
2016年1月号『装苑』の2016年春夏コレクションからヨウジヤマモトが取り組むファッションと絵画の融合にフォーカスした特集に登場。
2017年3月、第24回東京ガールズコレクション2017SPRING／SUMMERに、自身が出演するドラマ『人は見た目が100パーセント』をテーマにしたステージに登場。

### 俳優

#### テレビドラマ
元々俳優志望であり、『MEN'S NON-NO』のオーディションを受けた際も「役者をやりたいので、手助けをしてほしい」と伝えていた。2014年、フジテレビNEXT smartオリジナルドラマ『FLASHBACK』にて高梨臨とのW主演で俳優デビュー。2015年、当時、若手俳優が次々抜擢されていたフジテレビ土ドラ枠『She』、『ブスと野獣』にメインキャストとして出演。同年、日本テレビ『学校のカイダン』に“プラチナ8”のメンバーとして出演し、注目を集める。2016年、NHK BSプレミアム『ふれなばおちん』で長谷川京子演じるアラフォー主婦と恋に落ちる年下男性を好演し、役者として評価を高めた。同年、『逃げるは恥だが役に立つ』に石田ゆり子演じるキャリアウーマンの部下役で出演。最終話でゲイだとカミングアウトするという展開が視聴者を驚かせた。同ドラマの出演者がエンディングで踊る「恋ダンス」には、別バージョンで藤井隆、真野恵里菜、山賀琴子と共に参加した。2017年、フジテレビ系『大貧乏』、『人は見た目が100パーセント』に出演。『人は見た目が100パーセント』では念願だった美容師役を演じる。7月、フジテレビの月9ドラマ『コード・ブルー -ドクターヘリ緊急救命- 3rd season』にシリーズ新キャストとして出演。2018年、『わろてんか』にてNHK連続テレビ小説初出演を果たす。2020年、『アンサング・シンデレラ 病院薬剤師の処方箋』にて『MEN'S NON-NO』時代の同期にあたる清原翔の代役で出演。同年、NHK連続テレビ小説『おちょやん』にてヒロインを裏切り不倫をしてしまう旦那を演じ、視聴者に大きな衝撃を与える。2022年、日本テレビドラマ『逃亡医F』でプライムタイムの連続ドラマ初主演を果たした。その後も、2023年はカンテレ月10ドラマ『転職の魔王様』で、2024年は読売テレビドラマ『降り積もれ孤独な死よ』でそれぞれ主演を務めた。

#### 映画
2016年3月から4月にかけて、日中韓合作映画「双生」の日本版の撮影を北京市で行う。同年7月、アニメーション映画『ONE PIECE FILM GOLD』、8月に『君の名は。』に声優として出演。同年8月、GReeeeNの代表曲「キセキ」誕生にまつわる軌跡を描いた映画『キセキ -あの日のソビト-』の新キャストとして発表される。同年11月、ロックミュージシャンAcid Black Cherryのコンセプトアルバムを原作とする映画『L-エル-』に、不祥事で降板した高畑裕太の代役で出演。
2017年1月、映画『キセキ −あの日のソビト–』でGReeeeNの92役を演じる。共演の菅田将暉、横浜流星、杉野遥亮と共に劇中でGReeeeNが誕生するきっかけとなった前身グループグリーンボーイズを結成。同年1月7日にさいたまスーパーアリーナで行われたGReeeeNのライブ「あっ、リーナ、ども。はじめまして。『クリビツテンギョウ!?ル〜デル〜デ♪』」に登場し、オープニングアクトを務めた。1月20日の音楽番組『ミュージックステーション』に出演し、「キセキ」と「声」を披露。成田は歌唱前のトークコーナーで、「いつかタモリさんに『髪切った』って言われたいんです。だから言われるためにもう一度出ます」とジョークまじりに宣言した。GReeeeNのデビュー日と同日である1月24日、「グリーンボーイズ」でCDデビュー。
2018年に出演した映画『スマホを落としただけなのに』と『ビブリア古書堂の事件手帖』での演技で第42回日本アカデミー賞新人俳優賞を受賞した。
2019年、『チワワちゃん』『愛がなんだ』『さよならくちびる』等の演技が評価され、第93回キネマ旬報ベスト・テンをはじめとする数々の助演男優賞を受賞。主演を務めた『カツベン!』では、第74回毎日映画コンクールで男優主演賞を受賞した。

#### その他
2015年、ガールズバンド・Silent Sirenの「八月の夜」、片平里菜の「誰にだってシンデレラストーリー」のミュージックビデオに出演。どちらもドラマ仕立てのビデオで、片平の「誰にだってシンデレラストーリー」では、五島夕夏と共演している。2016年、自身が出演した連続ドラマ『逃げるは恥だが役に立つ』のオープニングテーマに起用されたチャラン・ポ・ランタンの「進め、たまに逃げても」のミュージックビデオに出演し、ボーカル・ももの恋人役を演じた。

### 私生活
2024年12月29日、一般女性との結婚を報告。また、妻が第1子を妊娠中であることを明らかにした。

## 人物
趣味はフットサル、バレーボール。小学校1年生から高校卒業までずっとサッカー部に所属し、サッカーに熱中していた。高校サッカー部では晩年1番下のチーム所属。Jリーグでは浦和レッズのファンである。高校卒業してから芸能界に入る前までは日本美容専門学校に通い、美容師免許を取得。美容室で働く前に芸能界入りしたため、実際に店に立ったことはない。
美容学校への進学希望時、芸能界入りを決断時の2度にわたり家族から大反対された。イベントにもほとんど招待しているが反応がなく、「今でも一度も褒められたことがありません」と明かしている。兄だけは芸能活動に賛成しており、上記のグリーンボーイズのメンバーと対面した時のことを喜んでInstagramで報告した。
実母はとんねるずの大ファンで、独身時代に『ねるとん紅鯨団』（とんねるずの石橋貴明・木梨憲武が司会を務めていた関西テレビ制作の公開お見合い番組）へ出演。カップル成立へ至ったが、後に別の男性との結婚を経て凌を出産した。凌自身も、芸能界デビュー後の2019年秋から、『とんねるずのスポーツ王は俺だ!』（テレビ朝日）内の対決企画に「木梨ジャパン」（サッカー経験者の木梨、中山雅史、日本代表への参加経験を持つ元プロサッカー選手が集結するチーム）のメンバーとして参加。チームを率いる木梨は、凌をメンバーに選んだ理由として、凌自身のサッカー経験（初参加の時点で12年）とともに上記のエピソードを挙げている。カメラで写真を撮られる時は、必ず顎を上げている。ジャニーズが好きで、ジャニーズJr.に入るのが夢だった。
欠かせない日課として芸人のラジオを聴くことをあげており、日曜日はJFN『有吉弘行のSUNDAY NIGHT DREAMER』、月曜日は朝日放送ラジオ（ABCラジオ）『ミルクボーイの煩悩の塊』、火曜日はTBSラジオ『アルコ&ピース D.C.GARAGE』、水曜日はTBSラジオ『ハライチのターン!』『おぎやはぎのメガネびいき』、金曜日はニッポン放送『霜降り明星のオールナイトニッポン』、土曜日はニッポン放送『オードリーのオールナイトニッポン』を聴いている。
兄がいる。

## 出演
※太字は主要キャスト。

### 映画
- 飛べないコトリとメリーゴーランド（2015年7月4日公開、SPOTTED PRODUCTIONS） - 島崎江波 役
- 残穢 -住んではいけない部屋-（2016年1月30日公開、松竹） - 山本（梶川の死後に入居した男性役）
- L -エル-（2016年11月25日公開、東宝） - パン職人 役[注 1]
- 新宿スワンII（2017年1月21日公開、ソニー・ピクチャーズエンタテインメント） - ヒロシ 役
- キセキ -あの日のソビト-（2017年1月28日公開、東映） - 92  役[56]
- THE LIMIT OF SLEEPING BEAUTY-リミット・オブ・スリーピング ビューティ-（2017年10月21日公開、アーク･フィルムズ） - バーテン 役
- ニワトリ★スター（2018年3月17日公開、マジックアワー） - 星野楽人 役[57]
- ラブ×ドック（2018年5月11日公開、アスミック・エース） - 桜木美木 役[58]
- 劇場版コード・ブルー -ドクターヘリ緊急救命-（2018年7月27日公開、東宝） - 灰谷俊平 役[59]
- ここは退屈迎えに来て（2018年10月19日公開、KADOKAWA） - 椎名 役[60]
- ビブリア古書堂の事件手帖（2018年11月1日公開、20世紀フォックス映画 / KADOKAWA）- 稲垣 役
- スマホを落としただけなのに（2018年11月2日公開、東宝） - 浦野善治 役[61]
  - スマホを落としただけなのに 囚われの殺人鬼（2020年2月21日公開、東宝） - 浦野善治 役[62]
  - スマホを落としただけなのに 〜最終章〜 ファイナル ハッキング ゲーム（2024年11月1日公開、東宝） - 主演・浦野善治 役[63][64]
- チワワちゃん（2019年1月18日公開、KADOKAWA） - ヨシダ 役[65]
- 翔んで埼玉（2019年2月22日公開、東映）- 五十嵐春翔 役[66]
- 愛がなんだ（2019年4月19日公開、エレファントハウス） - 田中守 役
- さよならくちびる（2019年5月31日公開、ギャガ） - 志摩 役
- 人間失格 太宰治と3人の女たち（2019年9月13日公開、松竹 / アスミック・エース） - 佐倉潤一 役[67]
- カツベン!（2019年12月13日公開、東映） - 主演・染谷俊太郎 役[68]
- 弥生、三月-君を愛した30年-（2020年3月20日公開、東宝）- 主演・山田太郎 役[注 2][69]
- 糸（2020年8月21日公開[注 3]、東宝） - 竹原直樹 役[71]
- 窮鼠はチーズの夢を見る（2020年9月11日公開[注 4]、ファントム・フィルム） - 今ヶ瀬渉 役[75]
- まともじゃないのは君も一緒（2021年3月19日公開、エイベックス・ピクチャーズ） - 主演・大野康臣 役[注 5][76]
- ホムンクルス（2021年4月2日公開、エイベックス・ピクチャーズ）  - 伊藤学 役
- 街の上で（2021年4月9日公開、「街の上で」フィルムパートナーズ） - 間宮武 役[77]
- くれなずめ（2021年5月12日公開、東京テアトル）  - 主演・吉尾和希 役[78]
- ちょっと思い出しただけ（2022年2月11日公開、東京テアトル） - フミオ 役
- ニワトリ☆フェニックス（2022年4月15日公開、マジックアワー） - 主演・星野楽人 役
- コンビニエンス・ストーリー（2022年8月5日公開、東映ビデオ） - 主演・加藤 役[79]
- こいびとのみつけかた（2023年10月27日公開、ジョーカーフィルムズ）[80]
- 雨の中の慾情（2024年11月29日公開、カルチュア・パブリッシャーズ） - 主演・義男 役[81]
- 【推しの子】-The Final Act-（2024年12月20日公開、東映） - 雨宮吾郎 役[82]
- ブラック・ショーマン（2025年9月12日公開予定、東宝） - 釘宮克樹 役[83]
- 平場の月（2025年11月14日公開予定、東宝） - 鎌田雄一 役[84]

### テレビドラマ
- FLASHBACK（2014年12月19日 - 2015年2月16日、フジテレビNEXT） - 主演・加々美稜真 役[15]
- 学校のカイダン（2015年1月10日 - 3月14日、日本テレビ） - 大倉陸 役
- She（2015年4月18日 - 5月16日、フジテレビ） - 村岡晴人 役
- ランチのアッコちゃん（2015年5月12日 - 6月30日、NHK BSプレミアム） - 笹山隆一郎 役
- ブスと野獣（2015年8月2日 - 9月19日、フジテレビ） - 北原颯佑 役
- サマー・ストーカーズ・ブルース（2015年、フジテレビ） - マサヒコ 役[85]
- いつかティファニーで朝食を（2015年10月11日 - 2016年3月27日、日本テレビ） - 峰田雄一 役[86]
- ラーメン大好き小泉さん2016新春SP（2016年1月4日、フジテレビ） - 鳴門光圀 役[87]
- ふれなばおちん（2016年6月28日 - 8月16日、NHK BSプレミアム） - 佐伯龍 役
- 逃げるは恥だが役に立つ（TBS） - 梅原ナツキ 役[88][89][90]
  - 連続ドラマ（2016年10月11日 - 12月20日）
  - ガンバレ人類! 新春スペシャル!!（2021年1月2日）
- 大貧乏（2017年1月8日 - 3月12日、フジテレビ） - 加瀬春木 役[91]
- 人は見た目が100パーセント（2017年4月13日 - 6月15日、フジテレビ） - 榊圭一 役[92][93][94]
- コード・ブルー -ドクターヘリ緊急救命- 3rd season（2017年7月17日 - 9月18日、フジテレビ） - 灰谷俊平 役[95]
- 民衆の敵〜世の中、おかしくないですか!?〜 第1話（2017年10月23日、 フジテレビ） - 会社員（Special Thanks）
- 連続テレビ小説（NHK）
  - わろてんか（2018年2月2日 - 3月31日） - 北村隼也（成人期）役
  - おちょやん（2020年11月30日 - 2021年5月14日） - 天海一平（2代目天海天海、モデル：2代目渋谷天外） 役[96][97]
- 磯野家の人々〜20年後のサザエさん〜（2019年11月24日、フジテレビ） - フグ田タラオ 役[98][99]
- さんまが泣いた日（2019年12月1日、日本テレビ） - 主演・明石家さんま 役[注 6][100]
- アリバイ崩し承ります（2020年2月1日 - 3月14日、テレビ朝日） - 渡海雄馬 役[101]
  - アリバイ崩し承りますスペシャル（2024年4月6日、テレビ朝日）[102]
- アンサング・シンデレラ 病院薬剤師の処方箋（2020年7月16日 - 9月24日、フジテレビ） - 小野塚綾 役[注 7][25]
- 逃亡医F（2022年1月15日 - 3月19日、日本テレビ） - 主演・藤木圭介 役[27]
- キッチン革命 第2夜（2023年3月26日、テレビ朝日） - 本郷義彦 役[103]
- 転職の魔王様（2023年7月17日 - 9月25日、フジテレビ） - 主演・来栖嵐 役[28][104]
- OZU 〜小津安二郎が描いた物語〜 第4話「淑女と髯」（2023年12月3日、WOWOW） - 主演・岡嶋 役[105]
- 降り積もれ孤独な死よ（2024年7月7日 - 9月8日、読売テレビ・日本テレビ） - 主演・冴木仁 役[29]
- クジャクのダンス、誰が見た?（2025年1月24日 - 3月28日、TBS） - 遠藤友哉 役[106]
- 初恋DOGs（2025年7月1日 - 、TBS） - 白崎快 役[107]

### 劇場アニメ
- ONE PIECE FILM GOLD（2016年） - カーブ 役[108]
- 君の名は。（2016年） - 勅使河原克彦 役[32]
- 天気の子（2019年）- 勅使河原克彦 役[109]
- 竜とそばかすの姫（2021年） - 久武忍 役[110]

### 配信ドラマ
- アリバイ崩し承ります特別編 時計屋探偵とお祖父さんのアリバイ（2020年3月7日 - 3月15日、AbemaTV） - 渡海雄馬（高校生） 役[111]
- モダンラブ・東京〜さまざまな愛の形〜第4話「冬眠中のボクの妻」（2022年10月21日配信、Amazon Prime Video）- 主演・塩田健吾 役[112]
- あなたに聴かせたい歌があるんだ（2022年5月20日配信、Hulu） - 主演・荻野智史 役[113]
- 1122 いいふうふ（2024年6月14日 - 、Amazon Prime Video） - 五代敦史 役[114]
- 【推しの子】（2024年11月28日 - 12月5日、Amazon Prime Video）  - 雨宮吾郎 役[115]
- 匿名の恋人たち（2025年10月16日配信予定、Netflix） - 藤原孝 役[116]

### 舞台
- 朗読劇『湯布院奇行』(2021年9月28 - 30日、新国立劇場 中劇場） - 主演・私 役[117]
- COCOON PRODUCTION 2022 NINAGAWA MEMORIAL『パンドラの鐘』（2022年6月6日 - 6月28日、シアターコクーン / 7月2日 - 7月5日、森ノ宮ピロティホール） - 主演・ミヅヲ 役[注 8][118]
- 宝飾時計（2023年1月、東京芸術劇場 / 2月、大阪・佐賀・愛知・長野）- 大小路祐太郎 役[119]
- Bunkamura Production 2025 DISCOVER WORLD THEATRE vol.15『リア王』NINAGAWA MEMORIAL（2025年10月9日 - 11月3日〈予定〉、THEATER MILANO-Za / 11月中旬〈予定〉、SkyシアターMBS） - エドマンド 役[120]

### ゲーム
- 龍が如く8（2024年1月26日発売、セガ、PlayStation 5・PlayStation 4・Windows・XSX/S・Xbox One） - 三田村英二 役[121]

### バラエティ番組
- Suchmostyle（2016年 - 、スペースシャワーTV） - ナレーター[122]

### ドキュメンタリー
- 連食テレビエッセー きみと食べたい「岩手県・遠野編」（2021年9月23日、NHK Eテレ） - 語り[123]

### 音楽番組
- ROCK AX（2019年3月9日・6月1日、日本テレビ） - ナレーター[124]

### ラジオ番組
- 成田凌のオールナイトニッポン（2021年1月06日、ニッポン放送）[125]
- TOPPAN INNOVATION WORLD ERA（2021年5月30日、J-WAVE / ポッドキャスト連動プログラム）

### CM
- サントリーフーズ クラフトボス（2017年 - ）
- 花王 エッセンシャル スマートスタイル（2017年）
- JR東日本  Suica Apple Pay（2018 - ）
- ピザーラ
  - カニのよくばりクォーター
    - 「ピザごもり」篇「ホームパーティー」篇（2019年11月2日 - ）[126]　
    - 「開発秘話」篇「カルメン」篇（2021年11月6日 - ）[127]

  - エビマヨのよくばりクォーター
    - 「エビマヨのよくばりクォーター エビマヨリーダー リード篇」「エビマヨのよくばりクォーター エビマヨリーダー リプレイ篇」（2021年7月3日 - ）[128]
- TikTok
  - 『meet your X』篇（2020年8月 - ）[129]
  - 『Creator Anthem 笑顔のきっかけ』篇（2021年12月 - ）[130]
- エコリカ（2020年11月21日 - 12月27日）
- ライオン NONIO[131] 「リモートワーク篇」「パフェ篇」（2020年 - ）
- 日本スポーツ振興センター 宝くじ「ジャンボ宝くじシリーズ」（2020年 - ） - 妻夫木聡、吉岡里帆、今田美桜、矢本悠馬と共演
- 凸版印刷「すべてを突破する。TOPPA!!!TOPPAN」（2021年4月1日 - 、大泉洋と共演）[132]
- ニッカウヰスキー（アサヒビール） ブラックニッカ クリア 「クセがないからクセになる」篇（2024年2月13日 - ） - ※WebCM
- サムスン電子ジャパン「Galaxy S24 Ultra」（2024年4月18日 - ）[133]
- バンダイ ドラゴンボールスーパーカードゲーム フュージョンワールド「流れが変わる時」篇（2024年8月9日 - ）[134]
- ロッテ レディーボーデン「一日の終わりに」篇[135]

### ミュージックビデオ
- Acita 「架けた魔法」（2013年）
- Silent Siren「八月の夜」（2015年）[41]
- 片平里菜「誰にだってシンデレラストーリー」（2015年）[42]
- チャラン・ポ・ランタン「進め、たまに逃げても」（2016年）[43]
- SHU-THE 「motokano」 （2017年）
- フジファブリック「Water Lily Flower」（2018年）[136]
- OKAMOTO'S「Dancing Boy」（2019年）[137]
- 木村カエラ「時計の針」（2020年）[138]
- Vaundy 「恋風邪にのせて」（2022年）[139]

## 受賞歴
- 2018年度
  - 第42回日本アカデミー賞 新人俳優賞（『スマホを落としただけなのに』『ビブリア古書堂の事件手帖』）
- 2019年度
  - 第11回TAMA映画賞 最優秀新進男優賞（『愛がなんだ』『チワワちゃん』『さよならくちびる』『人間失格 太宰治と3人の女たち』『翔んで埼玉』『スマホを落としただけなのに』『ビブリア古書堂の事件手帖』『ここは退屈迎えに来て』）
  - 第44回報知映画賞 助演男優賞（『チワワちゃん』『愛がなんだ』『さよならくちびる』）
  - 第41回ヨコハマ映画祭 助演男優賞（『さよならくちびる』『愛がなんだ』）[140]
  - 第32回日刊スポーツ映画大賞・石原裕次郎賞 石原裕次郎新人賞（『チワワちゃん』『翔んで埼玉』『愛がなんだ』『「さよならくちびる』『人間失格 太宰治と3人の女たち』）
  - 第74回毎日映画コンクール 男優主演賞（『カツベン!』）[40]
  - 第93回キネマ旬報ベスト・テン 助演男優賞（『愛がなんだ』『さよならくちびる』『チワワちゃん』『翔んで埼玉』『人間失格 太宰治と3人の女たち』）[39]
  - おおさかシネマフェスティバル2020 助演男優賞（『愛がなんだ』）[141]
- 2021年度
  - 第45回エランドール賞 新人賞[142]
  - 第44回日本アカデミー賞 優秀助演男優賞（『窮鼠はチーズの夢を見る』）
  - 第63回ブルーリボン賞 助演男優賞（『窮鼠はチーズの夢を見る』『スマホを落としただけなのに 囚われの殺人鬼』『糸』）[143]

## 書籍

### 雑誌
- MEN'S NON-NO（2013年 - 2021年6月、集英社）